# マクラーレン・M9A
マクラーレン・M9A (McLaren M9A) は、マクラーレンが1969年のF1世界選手権参戦用に開発したフォーミュラ1カー。

## 歴史
マクラーレン・M9Aは1969年シーズンに製作された。デザイナーはジョー・マーカート。四輪駆動車であり、ドライバーの直後から後方に伸びるトレー状のリアウィングを装備した。
1969年イギリスグランプリに投入され、デレック・ベルがドライブしたがリタイアに終わった。その後マクラーレン自身がテストドライブしたが、レースに使用されることは無かった。

## F1における全成績
(key) （太字はポールポジション）
| 年     | チーム                                     | エンジン                   | タイヤ | ドライバー     | 1   | 2   | 3   | 4   | 5   | 6   | 7   | 8   | 9   | 10  | 11  | ポイント | 順位 |
| ------ | ------------------------------------------ | -------------------------- | ------ | -------------- | --- | --- | --- | --- | --- | --- | --- | --- | --- | --- | --- | -------- | ---- |
| 1969年 | ブルース・マクラーレン・モーターレーシング | フォード-コスワース DFV V8 | G      |                | RSA | ESP | MON | NED | FRA | GBR | GER | ITA | CAN | USA | MEX | 38*      | 4位  |
| 1969年 | ブルース・マクラーレン・モーターレーシング | フォード-コスワース DFV V8 | G      | デレック・ベル |     |     |     |     |     | Ret |     |     |     |     |     | 38*      | 4位  |

- * ポイントはM7AとM7Cで獲得したもの。M9Aはポイント獲得できなかった。